# Reblino
Reblino (kaszb. Reblëno, niem. Reblin) – wieś w Polsce położona w województwie pomorskim, w powiecie słupskim, w gminie Kobylnica przy trasie linii kolejowej Stargard-Słupsk-Gdańsk, z przystankiem Reblino.
W latach 1975–1998 miejscowość administracyjnie należała do województwa słupskiego.

## Nazwa
Nazwa miejscowości, wzmiankowana po raz pierwszy w formie Robbelin w 1325, ma pochodzenie słowiańskie i charakter dzierżawczy. Powstała przez dodanie do nazwy osobowej Rob formantu -ino. Niemiecka nazwa Reblin jest adaptacją fonetyczną pierwotnej nazwy słowiańskiej i była sporadycznie używana z wyróżnikiem alt „stary” dla odróżnienia od sąsiedniej miejscowości Neu Reblin „Reblinko”. Polska nazwa Reblino w miejscu oczekiwanej *Roblino jest wynikiem błędnej resubstytucji nazwy niemieckiej.
Rada Języka Kaszubskiego proponuje kaszubską formę nazwy Reblëno.